# El Senyor dels Anells: Les dues torres
El Senyor dels Anells: Les dues torres (títol original en anglès The Lord of the Rings: The Two Towers) és una pel·lícula coproduïda entre Nova Zelanda, Estats Units i Alemanya i estrenada el 2002, i és la segona part d'una trilogia dirigida per Peter Jackson. És una història de fantasia èpica basada en el llibre homònim escrit per J. R. R. Tolkien.
Va ser dirigida pel director neozelandès Peter Jackson i escrita per ell mateix, amb la seva esposa Fran Walsh i amb Philippa Boyens. Els actors van aportar idees durant el rodatge, i amb les protestes dels fans per informacions que van aparèixer filtrades a Internet, va provocar que el guió sofrís nombroses modificacions. El rodatge va tenir lloc a Nova Zelanda entre els anys 1999 i 2000.
La trama de la pel·lícula comença després de la dissolució de la Germandat de l'Anell. Bóromir és mort a mans del cap dels orcs, Lurtz, quan intentava salvar els hobbits Meriadoc Brandiboc i Peregrín Tuc, que acaben sent capturats. Frodo Saquet i Samseny Gamgí parteixen sols cap a Mórdor per destruir l'Anell Únic al Mont del Fat, mentre que Àragorn, Guimli i Légolas persegueixen als Orcs per alliberar els seus amics capturats.
Les dues torres es va estrenar el 18 de desembre de 2002 i va rebre en general bones crítiques, convertint-se en la pel·lícula amb més recaptació de taquilla de l'any 2003: 924,7 milions de dòlars. Només el primer dia, Les dues torres va recaptar 42 milions de dòlars (26 milions als Estats Units i 16 milions en uns altres vuit països), el doble que La Germandat de l'Anell.
En cartells oficials i altres productes, Jackson va decidir fer servir Òrthanc i Bàrad-dûr, les dues torres del mal, tot i que Tolkien mai no va deixar clar de quines es tractaven. En una carta dirigida a Stanley Unwin, aleshores president de l'editorial encarregada de la publicació d'El Senyor dels Anells, George Allen & Unwin, Tolkien deia que la identitat de les torres quedava ambigua, ja que podria referir-se tant a Orthanc i Bàrad-dûr (les dues torres relacionades amb l'enemic), com a Minas Tirith i Bàrad-dûr (les dues torres més poderoses de cada bàndol) o a Orthanc i Cirith Úngol (les dues torres que apareixen en els últims paràgrafs dels llibres III i IV del volum).

## Argument
La pel·lícula comença amb un conjunt de flash-backs de la primera pel·lícula, en l'escena on Gàndalf lluita amb Balrog al Pont de Khazad-dûm. Aquesta vegada però, les imatges es prenen des de la perspectiva de Gàndalf, amb una càmera que segueix als dos contrincants mentre cauen en picat des d'una torre molt alta. La caiguda final desperta en Frodo del somni i continua el viatge amb el seu lleial amic Sam. Llavors, són atacats per Gòl·lum que desitja recuperar el seu anell d'aquells que, creu, li han robat. Els hòbbits el sotmeten i el lliguen amb la corda èlfica que Sam havia rebut de l'anciana Galàdriel a Lórien. Sam desconfia de Gòl·lum i desitja abandonar-lo, però Frodo entén la dissort de la criatura i li sap greu. Adonant-se que estan perduts a l'Emyn Muil i que necessiten un guia, Frodo persuadeix Gòl·lum de portar-los a la Porta Negra de Mórdor.
A Ròhan, el grup d'orcs corren a través de la verda planura amb els seus captius Merry i Pippin. Àragorn, Légolas i Guimli van a la seva recerca, i després de tres dies de córrer, Légolas suposa que els hòbbits estan presos a Isengard, on Sàruman està organitzant les seves forces d'orcs per posar-los a les ordres de Sàuron. Al regne de Ròhan, el domini dels senyors dels cavalls, el Rei Théoden està mentalment i físicament malalt a causa dels encantaments del seu conseller, Gríma, que en secret està al servei de Sàruman. Orcs i homes salvatges de la Terrafosca, incitats per Sàruman, vaguen per la terra i maten la gent incloent-hi l'únic fill del rei Théodred. Éomer, el nebot de Théoden, interroga Grima, adonant-se que mira Éowyn, la germana d'Éomer, amb luxúria i que és un agent de Sàruman. Grima desterra Éomer perquè mina la seva autoritat i Éomer surt per aplegar els homes lleials restants dels ròhirrims per tota la terra.
Frodo i Sam travessen els Pantans Morts, acostant-se als espectres dels guerrers caiguts a la Segona Edat que ronden els pantans i eludint els Nazgûl que cavalquen muntats en les bèsties alades. Més tard arriben a la Porta Negra, adonant-se que està molt vigilada i poden observar l'arribada d'un contingent de guerrers orientals de Rhûn que arriben per reforçar la guarnició. Aleshores, Gòl·lum els revela un camí menys arriscat; Sam roman desconfiat, però Frodo li dona el benefici del dubte. Mentrestant, Éomer i els seus ròhirrims paren una emboscada i maten tots els orcs i uruk-hai que tenien el dos hòbbits captius. Durant la batalla, Merry i Pippin s'escapen dels seus segrestadors fugint al bosc on són ajudats per Barbarbrat, el més vell dels ents.
Més tard, Éomer es troba Àragorn, Légolas i Guimli i li diu a Àragorn que no hi havia cap supervivent de la massacre d'orcs i uruk-hai. En arribar al lloc de la batalla, Àragorn utilitza les seves habilitats i troba el rastre dels hòbbits, que el porten a prop del bosc de Fàngorn. Els tres descobreixen un mag que és en realitat Gàndalf renascut, ara conegut com a Gàndalf el Blanc. El quartet es posa en marxa cap a Édoras, on fan un exorcisme contra el control de Sàruman sobre el Rei Théoden i desterren Grima. Théoden afronta la mort del seu fill i abans d'arriscar-se a una guerra oberta, decideix fugir a una gran fortalesa anomenada Gorja d'en Helm que en temps de conflictes havia salvat la gent de Ròhan. Gàndalf marxa per trobar Éomer i els seus ròhirrims, i promet retornar en cinc dies. Una forta atracció entre Éowyn i Àragorn s'inicia durant el viatge a la Gorja d'en Helm. Grima fuig a Òrthanc i explica a Sàruman el trencament del control sobre Ròhan; Sàruman llavors decideix destruir Ròhan.
A Ithílien, Gòl·lum lluita amb el seu desdoblament de personalitat en un intent de fer-se amic de Frodo i Sam i finalment desterra la seva meitat "dolenta". Els dos hòbbits són testimoni d'una emboscada de haradrims, però són presos per soldats de Góndor. Mentrestant, al llarg del viatge a la Gorja d'en Helm, els viatgers són atacats per wargs de Sàruman i els seus genets orcs. Durant la batalla, Àragorn queda enganxat a un warg i cau d'un penya-segat a un riu furiós mentre els supervivents continuen cap a la Gorja d'en Helm. A Rivendell, Élrond sap que l'edat dels elfs està acabant i convenç Arwen, que desitja quedar-se, de marxar cap a les Rades Grises. Elrond diu que si espera Àragorn, fins i tot si reïx en destruir Sàuron i convertir-se en Rei de Góndor, encara pot sucumbir: Arwen patirà un cop ell mori i, amb reticències, accepta marxar.
Paral·lelament, Frodo i Sam arriben a Henneth Annûn i entren abans que Fàramir, el germà petit de Bóromir. Gòl·lum escapa de ser capturat i per salvar la seva vida, atreu Frodo a una trampa. Fàramir s'assabenta de l'existència de l'Anell i, procurant demostrar el seu valor davant del seu pare, decideix que l'Anell se n'anirà a Góndor. A Ròhan, Àragorn torna en si gràcies al seu cavall, Brego. Esgotat però intrèpid, cavalca fins a la Gorja d'en Helm, superant l'exèrcit de 10.000 orcs de Sàruman. La seva arribada és rebuda amb alleujament però segueixen preocupats per l'arribada al baluard de només 300 homes. Enmig de la desesperació, un batalló d'elfs de Lórien, dirigits per Hàldir, arriba per ajudar en la batalla. Mentre, al bosc Fàngorn, Merry, Pippin, Barbartrat i altres ents tenen un consell per decidir el paper dels ents en la guerra amb Sàruman.
Amb una forta pluja, la batalla de la Gorja d'en Helm comença amb un frenesí de fletxes tant des dels humans com des dels arquers elfs, matant dotzenes d'uruk-hai. Les escales de mà s'estintolen al mur, i els uruks es llencen en massa a atacar els defensors. Lentament, les defenses es van trencant i l'enemic aconsegueix destruir el mur, utilitzant un artefacte explosiu rudimentari creat per Sàruman.
Malgrat els esforços d'Àragorn i Guimli, els uruk-hai aconsegueixen entrar per la porta principal i aviat el baluard és ocupat. Enmig de la batalla, Haldir és mort i els pocs elfs restants retrocedeixen al fortí. A la Gorja d'en Helm, tanmateix, els uruks també han derruït les parets i han trencat la porta, forçant els defensors a retirar-se. A Fangorn, Barbartrat i els altres ents han decidit no tenir cap implicació en la guerra. Frustrat, Pippin el porta hàbilment a la zona del bosc de Fangorn que Sàruman ha delmat prop d'Ísengard. Barbartrat s'indigna per la traïció de Sàruman i anima tots els altres ents a la venjança. Els ents es reuneixen i s'embarquen en "la darrera marxa dels ents".
Mentrestant, s'endureix l'atac i recordant les paraules de Gàndalf abans de la seva marxa, Àragorn i la resta fan una última carrega a cavall per atacar l'exèrcit d'uruk-hai, en un intent desesperat de permetre que les dones i nens del ròhirrim puguin escapar. Quan els genets queden envoltats i tot sembla perdut, Gàndalf, Éomer, i dos mil genets del ròhirrim arriben per fer retrocedir els uruk-hai al bosc de Fangorn, on els ents i els seus huorns aliats estan esperant per infligir la mort i la destrucció. En un altre lloc, els ents també ataquen Ísengard, llençant pedres i roques mentre rebenten una presa per inundar els seus voltants.
A les ruïnes d'Osguíliath, Fàramir i els hòbbits són atacats per un Nazgûl i la seva bèstia alada. Amb l'ajuda de Sam, Frodo evita ser capturat pel Nazgûl. Sam narra com ha de continuar la història i com haurien de continuar endavant si Fàramir decideix alliberar-los per acabar la seva recerca. Gàndalf i els altres ara saben que una guerra total és inevitable, ja que Sàuron buscarà segurament venjança per la derrota de Sàruman, i l'esperança depèn del que facin Frodo i Sam, que continuen el seu viatge a Mórdor amb Gòl·lum. Gòl·lum els segueix acompanyant però després del maltractament rebut pels homes de Fàramir, la natura més fosca de Gòl·lum retorna i decideix recuperar l'anell guiant Frodo i Sam cap a l'"Arranyera."

## Guió

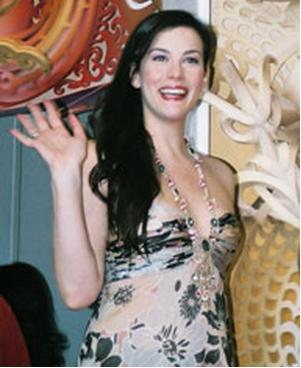
L'aparició del personatge de Liv Tyler, Arwen, a la Gorja d'en Helm va ser suprimida del guió en aixecar-se crítiques negatives entre els fans.

El guió de la segona pel·lícula de la trilogia, escrit per Phyllipa Boyens, Peter Jackson i la seva esposa, Fran Walsh, va ser considerat per ells mateixos com el més difícil d'elaborar. En comparació amb La Germandat de l'Anell que és més lineal, 'Les dues torres' segueix tres línies argumentals diferents, dues d'elles enllaçades a la novel·la (llibre III del Senyor dels Anells) però la tercera completament a part (llibre IV). Els guionistes van haver de buscar una forma d'enllaçar les tres línies de manera que en la història general no es perdés la intriga. Stephen Sinclair també apareix en els crèdits com a guionista, encara que no va participar en el guió de New Line, sinó en el de l'empresa Miramax. No obstant això, es van conservar algunes de les seves frases i van decidir incloure'l.
New Line volia un nou pròleg per a aquesta part en el qual es recordés el que havia passat a La Germandat de l'Anell, però els guionistes es van negar per evitar un excés d'informació. L'escena inicial de la lluita entre Gàndalf i el balrog estava pensada des dels guions inicials que es van oferir a Miramax i havia de ser més llarga, mostrant un balrog fet de fang a causa de la seva caiguda a l'aigua de les Muntanyes Ennuvolades. No obstant això, a causa de l'alt pressupost que suposaven els efectes especials d'aquesta escena (uns 50.000 dòlars, segons Jackson) es va decidir eliminar-la.
Des del principi, Jackson va descartar incloure a Les dues torres les escenes d'Arranyera per evitar que coincidissin amb la batalla de la Gorja d'en Helm i el clímax d'aquesta es trenqués. A més, d'aquesta forma aconseguien mantenir un ordre cronològic que J. R. R. Tolkien no va seguir en la novel·la, ja que els fets ocorreguts en el Torech Ungol coincideixen en el temps amb el setge de Minas Tirith.

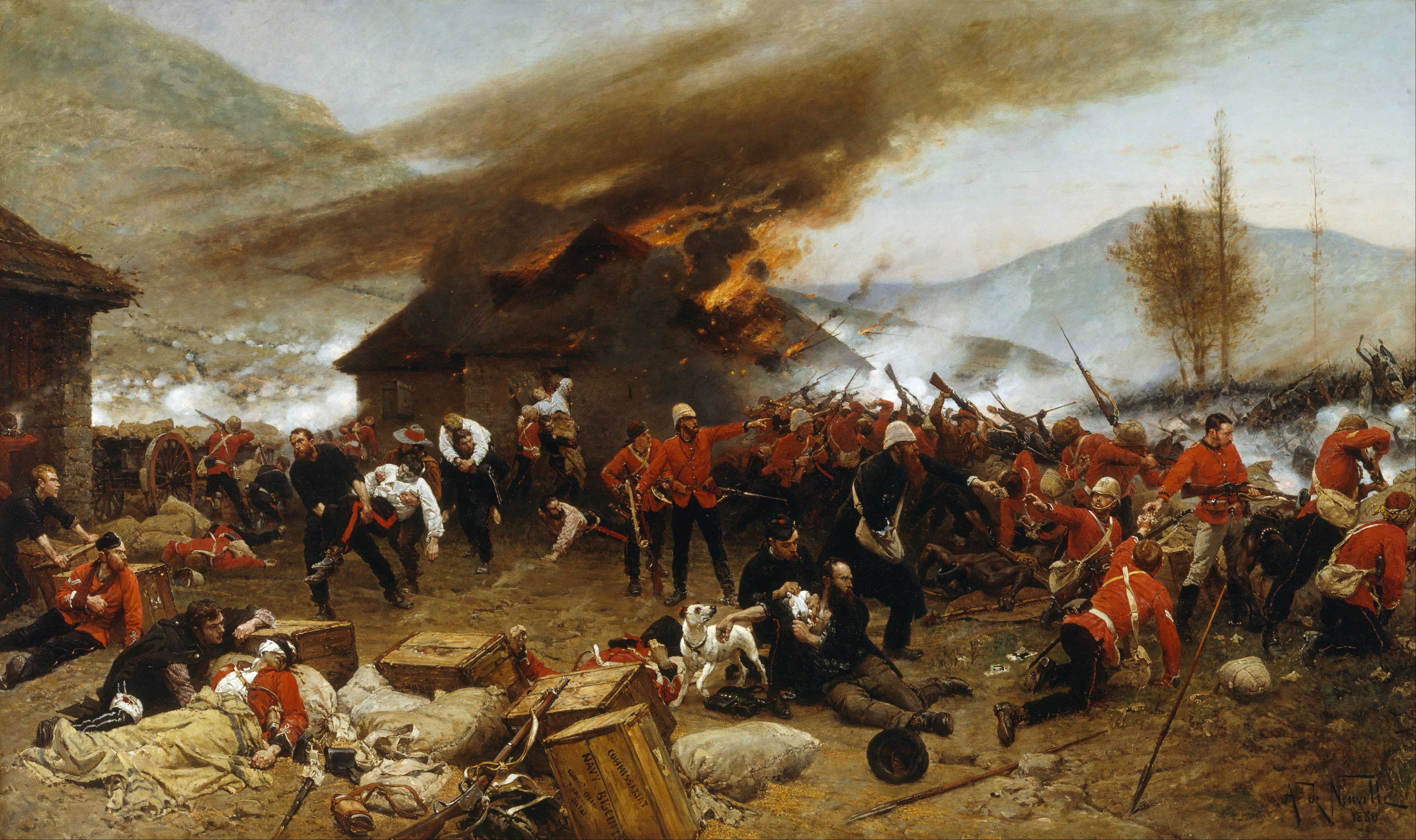
Representació de la batalla de Rorke's Drift, en la qual Peter Jackson es va inspirar per recrear la batalla de la Gorja d'en Helm.

El trasllat d'aquestes escenes a El retorn del Rei va fer que la història de Frodo, Sam i Gòl·lum perdés força, sent aquest un dels motius que van portar als guionistes a alterar la trama amb Fàramir i l'aparició de l'atac a Osguíliath. L'altre motiu que els va portar a aquesta alteració va ser que, després de tractar de convèncer que l'Anell és malvat i està consumint el seu portador, no podien deixar que Fàramir prestés la seva ajuda sense més ni més als hòbbits i no es veiés temptat pel poder de l'Anell, sent així una possible amenaça per a la missió de Frodo i Sam.
A causa de les crítiques sorgides per la desaparició del personatge de Tom Bombadil a La Germandat de l'Anell, els guionistes van decidir retre-li un homenatge: van traslladar el Vell Home Salze al bosc de Fàngorn perquè ataqués a Pippin i Merry, i Barbarbrat és el que s'encarrega de salvar-los pronunciant paraules similars a les de Bombadil al llibre. Aquesta escena tan sols apareix en l'edició estesa del DVD de Les dues torres.
Jackson va decidir que la batalla de la Gorja d'en Helm seguís el patró de la pel·lícula Zulú (1964), basada en la batalla de Rorke's Drift i en la qual 140 soldats britànics van haver d'enfrontar-se a 4.000 guerrers zulús. Amb l'objectiu de mantenir la connexió amorosa entre Àragorn i Arwen, en els guions inicials de Miramax, els guionistes havien inclòs Arwen en l'exèrcit èlfic que arriba a la Gorja d'en Helm. Aquesta idea es va mantenir en els guions definitius de New Line però, a l'hora del rodatge, el rumor d'aquest canvi en la història es va estendre per Internet i els fans van alçar crítiques en contra. Per trobar una solució, els guionistes van acudir als apèndixs dEl Senyor dels Anells, on es relata la història d'amor entre Àragorn i Arwen, i van decidir utilitzar-la en forma de flashbacks per substituir l'aparició d'Arwen a la Gorja d'en Helm.

## Repartiment

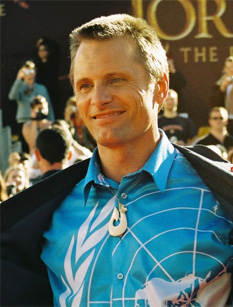
Viggo Mortensen, que fa el paper d'Àragorn

- Elijah Wood en el paper de Frodo Saquet
- Sean Astin en el paper de Samseny Gamgí
- Viggo Mortensen en el paper de Àragorn
- Ian McKellen en el paper de Gàndalf
- Dominic Monaghan en el paper de Meriadoc Brandiboc
- Billy Boyd en el paper de Peregrín Tuc
- Orlando Bloom en el paper de Légolas
- John Rhys-Davies en el paper de Guimli i la veu de Barbarbrat
- Andy Serkis en el paper de Gòl·lum
- Bernard Hill en el paper de Théoden
- Miranda Otto en el paper de Éowyn
- Karl Urban en el paper de Éomer
- David Wenham en el paper de Fàramir
- Christopher Lee en el paper de Saruman
- Brad Dourif en el paper de Gríma
- Liv Tyler en el paper de Arwen
- Hugo Weaving en el paper de Elrond
- Cate Blanchett en el paper de Galadriel
- Craig Parker en el paper de Haldir

Només surten a la versió llarga:
- Sean Bean en el paper de Bóromir
- John Noble en el paper de Dénethor

Durant el rodatge, es va dir que l'actor neozelandès Joel Tobeck havia estat elegit per interpretar a Sméagol abans que es convertís en Gòl·lum i fins i tot ell mateix ho va publicar a la seva pàgina web. Tanmateix, mai no va arribar a ser confirmat per la productora i finalment no va aconseguir el paper, encara que en El retorn del Rei va interpretar un tinent orc. Al principi, Peter Jackson va oferir el paper d'Éowyn a l'actriu Uma Thurman però aquesta ho va rebutjar perquè acabava de ser mare i el rodatge l'obligaria a ser un any fora de casa.
Daniel Falconer, un dels dissenyadors de l'empresa Weta Workshop, va fer un cameo interpretant un dels elfs arquers que lluiten a la Gorja d'en Helm, mentre que el mateix Jackson va aparèixer en el paper d'un dels ròhirrims que ataquen els orcs a la portalada.

## Producció

### Rodatge i escenaris
Les pel·lícules que componen la trilogia d'El senyor dels anells van ser rodades exclusivament a Nova Zelanda, emprant un total de catorze mesos des de l'octubre de l'any 1999 a desembre de l'any 2000. Es van organitzar tres equips de rodatge, ja que la pel·lícula es divideix en tres línies argumentals. Com només hi havia un director, cada equip disposava d'un sistema via satèl·lit amb què Jackson podia supervisar tot el treball al mateix temps.
Les escenes que recreen els esdeveniments a Emyn Muil amb Frodo, Sam i Gòl·lum, es van rodar en el Parc Nacional de Tongariro, més concretament al volcà Ruapehu, en una pista d'esquí anomenada Whakapapa. No obstant això, la manca d'alguns plans necessaris per a la pel·lícula i que no es trobaven al Parc, va obligar l'equip a recrear-los en un plató.

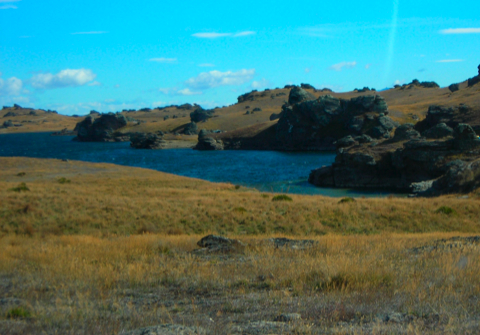
La reserva de Poolburn, a Otago (Nova Zelanda), on es van rodar algunes escenes de la pel·lícula.

A la novel·la, les planes de Ròhan, on té lloc la persecució dels orcs per part d'Àragorn, Lègolas i Guimli, són descrites com grans praderies. Però a Nova Zelanda no hi ha praderies, i l'equip va acabar fent servir la reserva de Poolburn, a Otago. Durant el rodatge, els tres actors principals es van lesionar: Viggo Mortensen es va trencar els dits del peu en donar una puntada de peu a un casc d'orc, Orlando Bloom es va fracturar una costella en caure del seu cavall, i Brett Beattie, el doble de Guimli, es va dislocar el genoll. A l'aparcament dels estudis Stone Street de Wellington, es va construir una rambla amb el mateix aspecte que el paisatge de Poolburn para rodar algunes preses extres d'orcs parlant, encara que finalment allà es van rodar totes les escenes de primer pla.
Al llac Poolburn, es va construir el llogarret de Foldoest que és atacat i destruït pels orcs. En el turó de Deer Park Heights, als afores de la ciutat de Queenstown, es va gravar la marxa dels habitants d'Édoras cap a la Gorja d'en Helm, entre octubre i novembre de l'any 2000, i amb la col·laboració d'un total de 200 extres.
Els límits de Fangorn, on els ròhirrims ataquen els orcs, van ser rodats als llacs Mavora, mentre que per a les escenes a l'interior del bosc, en no trobar res adequat, van usar un plató amb arbres fabricats per Weta Workshop, el terra del qual va ser fet a base de 400 sacs de fulles. Pel Pantà dels Morts, l'equip va pensar a fer servir els grans pantans situats als afores de Te Anau, a Kepler Mire, que amb el pas de milers d'anys havien quedat coberts per molsa, formant sobre l'aigua superfícies que semblaven terra ferma. Tanmateix, com el terreny no era del tot sòlid, van abandonar la idea de gravar allà i van recrear el fangar a tres platós: un interior i dos exteriors, sent un més gran que l'altre. El plató interior va servir per a gravar les escenes nocturnes, mentre que a l'exterior gran van ser rodades la resta a excepció de les que incloïen els cadàvers sota l'aigua, filmades en el petit.
D'altra banda, l'equip va gravar algunes vistes aèries en helicòpter del llac Tawharekiri, per usar-les com a preses àmplies a la pel·lícula.

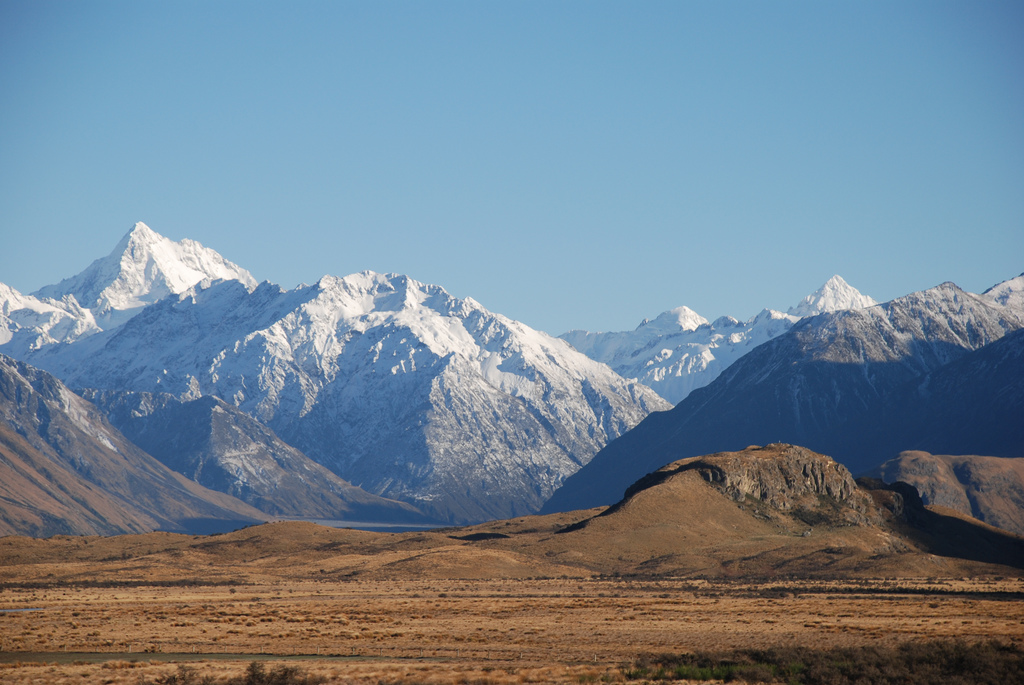
Muntanya Sunday, a Canterbury (Nova Zelanda), lloc on es va construir la capital de Ròhan, Édoras

Les escenes d'Ithilien, amb l'atac dels montaraços als haradrim i la captura de Frodo i Sam, van ser filmades a Twelve Mile Delta, als afores de la ciutat de Queenstown.
Entre altres escenes que van ser rodades en plató hi ha: la de la Porta Negra i la de Henneth Annûn i l'Estany Vedat. El rodatge d'Osgiliath va ser fet en un escenari construït a parts amb croma darrere per a afegir-ho amb l'ordinador com a fons.
Édoras va ser rodat a la muntanya Sunday, Canterbury, en un gran escenari que va tardar vuit mesos a construir-se i per a les escenes del qual van ser contractats al voltant de 200 extres i 100 cavalls.
L'interior del castell de Meduseld, que combina l'estil viking amb el tailandès, va ser construït en un plató de Wellington, malgrat que l'exterior es trobava als decorats de la muntanya Sunday.
La Gorja d'en Helm va ser rodat a la pedrera Dry Creek Quarry, a Lower Hutt. Els propietaris d'aquesta la van cedir a l'equip de la pel·lícula durant un any perquè construïssin els escenaris i gravessin les escenes.
Pel rodatge va durar quatre mesos, tres d'ells filmant de nit. Els actors i nombrosos extres que van intervenir van sofrir moltes penalitats i van afirmar que va ser molt dur per les poques hores de son, el pes de les armadures i la pluja artificial. Viggo Mortensen va acabar amb els artells i una dent trencada i Bernard Hill va ser colpejat en una ocasió per un altre actor amb l'espasa, rebent-ne tres punts a l'orella.

### Disseny de vestuari
Quan l'equip de dissenyadors de Weta Workshop va començar a esbossar les primeres armadures per a les pel·lícules, no tenien massa coneixements sobre el tema i els mancava un expert que els pogués orientar. Per això, els primers dissenys eren poc reals, encara que ja van començar a aparèixer aspectes que es mantindrien en les armadures definitives. Amb la incorporació a l'equip d'Alan Lee i John Howe, experts en armadures, els dissenys van començar a prendre forma.
A Les dues torres s'introdueixen moltes races i pobles nous. Peter Jackson i Richard Taylor van establir que l'exèrcit dels orcs fos el primer a dissenyar-se. Els esbossos inicials, incloïen escuts de fusta i armadures amb tatxons, que van ser descartades després de la incorporació d'Alan Lee i John Howe. Per facilitar el moviment, el disseny final oferia més protecció a la part superior que a les cames. Es va incorporar un casc que els tapava els ulls gairebé per complet, tenint tan sols una petita ranura, a fi que els orcs semblessin més aterridors; a més, perquè l'exèrcit tingués una organització més gran, els dissenyadors van establir diferents especialitats, diferenciades principalment pel casc: el dels fanàtics o berserkers porta una cresta de capità en la part superior, el dels espases té punxes en la part davantera per atacar el seu contrincant, la ranura del dels llancers els obliga a mirar cap a dalt i abaixar-se per lluitar, i el dels sapadors té un escut que cobreix el clatell per protegir-los de les roques que caiguessin després de l'explosió del mur de Cornville.

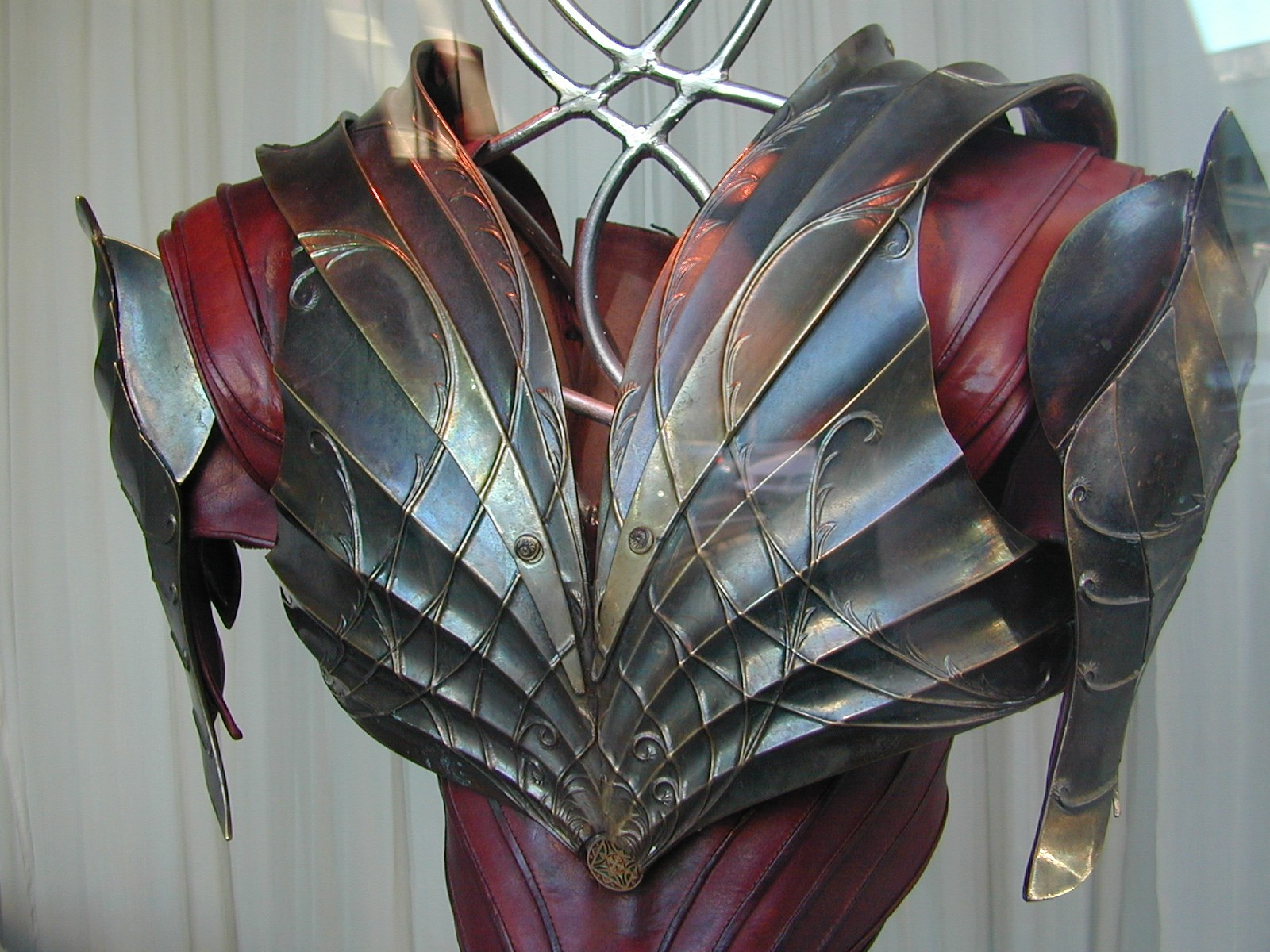
Armadura dels galadhrim

L'armadura de l'exèrcit élfic que arriba a la Gorja d'en Helm va ser dissenyada pels elfs de la Guerra de l'Última Aliança entre Elfs i Homes que apareix en el pròleg de La Germandat de l'Anell. Si bé els vestits èlfics són molt amples, les armadures que van dissenyar eren molt ajustades per facilitar la lluita. Les formes de l'armadura final s'inspiren en l'Art Nouveau, sense línies rectes i amb motius de plantes.«Dissenyant i construint la Terra Mitjana - Weta Workshop» a El Senyor dels Anells: Les dues torres, els apèndixs, disc 3: El viatge contínua...(DVD, versió ampliada). New Line Cinema. Els elfs portaven unes 6 o 7 capes de vestimenta, entre armadura i robes, que obligava els actors a mantenir una posició erguida. Daniel Falconer es va encarregar de donar color a la vestimenta, usant colors tardorencs com el bronze, el vermell o el marró, en contrast amb els colors més primaverencs que portava la del pròleg, per a reflectir la decadència dels elfs a la Terra Mitjana.

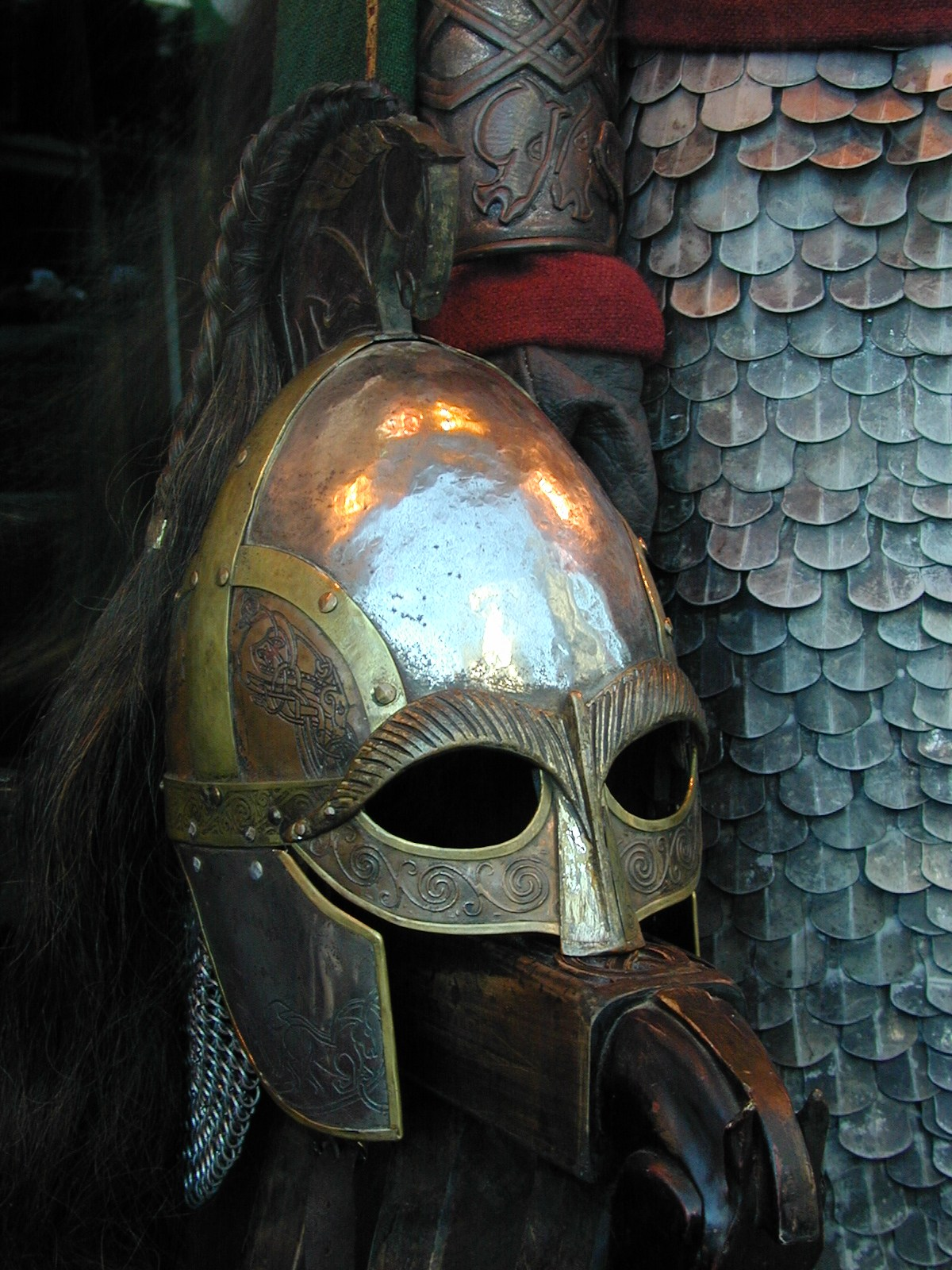
Casc de la Guàdia Reial de Ròhan, amb la cua de cavall a la part superior

El disseny dels ròhirrims està basat principalment en els pobles nòrdics, especialment en els vikings. Per a la seva elaboració, els treballadors de Weta van fer servir sobretot cuir i tela, i van afegir nombrosos motius eqüestres, tant en la vestimenta com a les armes. Van fer 250 vestimentes de ròhirrim, l'estil del qual era global, però amb algunes diferències, ja que Ròhan és un poble dispers, format per grangers i pastors que és convocat per lluitar i no formen un exèrcit unificat com Gòndor. Al contrari, la Guàrdia Real d'Èdoras porta el mateix vestit, similar als de la resta de ròhirrims, però una mica més elaborat i amb altres elements, com la cua de cavall penjant de la part superior del casc.
Els primers dissenys pels Haradrim estaven basats a la cultura de Papua Nova Guinea, barrejats amb elements africans, i amb l'objectiu que la seva vestimenta no s'assemblés a la de cap cultura, els dissenyadors van anar incloent nous elements.

## Postproducció

### Efectes visuals
L'empresa Weta Digital va ser l'encarregada d'afegir els efectes visuals a les tres pel·lícules. Igual com va succeir amb el guió, els treballadors de Weta van admetre que 'Les dues torres' va suposar una dificultat més gran que 'La Germandat de l'Anell', a causa d'un superior nombre de preses i a l'aparició de personatges digitals nous, com Bàrbol i Gòl·lum.
Per a facilitar la materialització per pantalla de les grans hosts militars que apareixen a la pel·lícula, Steven Regelous, un dels treballadors de Weta, va dissenyar el programari Massive. Aquest programa és capaç de crear milers de criatures per ordinador a les quals a més n'atorga una intel·ligència artificial per afegir conductes individuals i dotar de moviment els individus. D'altra banda, John Allitt va desenvolupar un programari conegut com a Creador d'Orcs, que era capaç de crear orcs de diferents característiques físiques perquè fossin generats per Massive, i aquest darrer establia uns paràmetres aleatoris perquè cap urc no fos igual.
Al principi, l'equip d'animació va pensar a usar dues tècniques per elaborar el personatge de Gòl·lum: la captura de moviments i la manipulació de marionetes (keyframe). L'equip de rodatge havia gravat dues preses de cada escena en la qual apareixia Gòl·lum, una amb l'actor Andy Serkis com a referència per a la resta d'actors i una altra sense ell perquè els animadors poguessin introduir més tard el Gòl·lum digital. Tanmateix, quan l'equip de Weta va veure les preses, van observar que els actors interpretaven millor aquelles en les que apareixia Serkis, de manera que van decidir usar la tècnica del rotoscopi per a Gòl·lum, ja que permet crear un personatge digital seguint una referència filmada en viu.
D'altra banda, i a causa de la dificultat que suposava articular el rostre de la marioneta de Barbarbrat, l'equip de Weta va usar fons d'acció per canviar la cara per una altra de digital. Per això, van fer un escàner del cap de la marioneta i van crear un mecanisme d'animació facial similar al que van usar amb Gòl·lum. La resta d'ents va ser creat a partir de nou dissenys d'Alan Lee, als quals Weta va fer algunes modificacions per formar nombrosos ents diferents.

### So
L'equip de so estava format pel dissenyador David Farmer, sota la supervisió dels editors Ethan Van der Rijn i Mike Hopkins, i els mescladors Christopher Boyes, Michael Semanick i Michael Hedges, entre d'altres. La mescla del so no va finalitzar fins al 27 d'octubre de 2002, dos mesos abans de l'estrena de la pel·lícula. Si bé la seva base de treball es trobava a Wellington, l'equip va haver de buscar un lloc fora de la ciutat a causa del soroll que hi havia. Van trobar un cementiri als afores i allà van gravar diversos sons, com el vol i l'impacte de les fletxes, sempre de nit per a evitar tots els sorolls ambientals possibles.

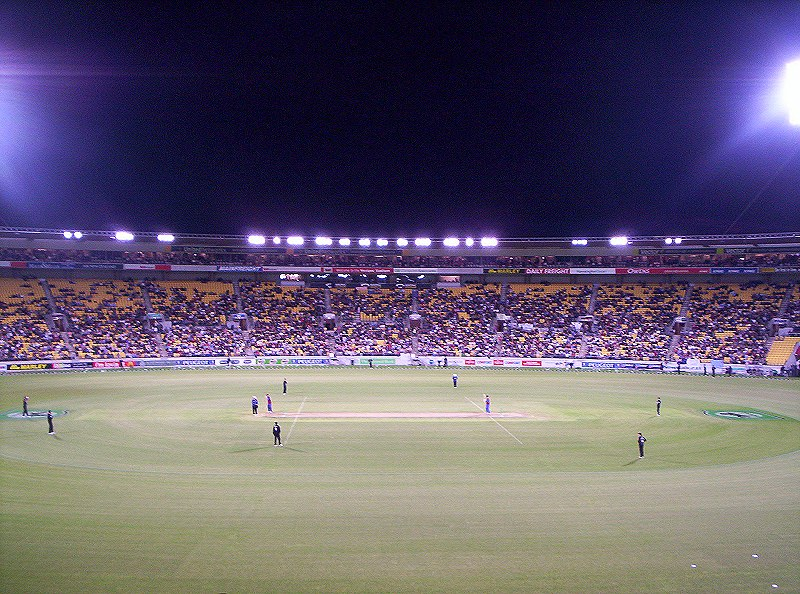
L'estadi Westpac, a Wellington, (Nova Zelanda), on l'equip de so va gravar els crits del públic simulant a l'exèrcit dels orcs.

Ja que disposaven de la biblioteca de La Germandat de l'Anell, van poder centrar-se en els nous sons que necessitava la segona part i en millorar els que ja tenia la primera.
Per gravar un so que imités a una multitud de 10.000 orcs, l'equip va anar a l'estadi Westpac de Wellington, on s'estava disputant un partit de cricket, i Peter Jackson va demanar al públic que piqués de peus i cridés algunes frases en la Llengua Negra que eren projectades a la pantalla gegant perquè poguessin llegir-les. Per recrear el so emès per les bèsties alades dels Nazgûl, van usar un grunyit de burro i per als wargs van haver d'imitar els lladrucs d'un gos. La veu de l'Anell va ser posada per Janet Roddick, una experta en música ambiental, usant diferents formes segons el personatge a qui es dirigia.
Amb l'objectiu que el públic que no havia llegit la novel·la dubtés sobre la identitat del mag que apareixia al bosc de Fàngorn davant d'Àragorn, Lègolas i Guimli, l'equip de so va barrejar la veu de Ian McKellen (Gàndalf) amb la de Christopher Lee (Sàruman). Per a la veu de l'ent Barbarbrat, de la qual s'ocupava John Rhys-Davies, l'actor que també interpreta a Guimli, van construir una caixa de fusta de dos metres d'alt, a la qual van acoblar uns bafles a dins. En primer lloc, van gravar la veu de l'actor i la van emetre des d'un costat de la caixa per tornar a gravar-la des de l'altre; d'aquesta forma, la veu resultant tenia una ressonància de fusta.

### Música

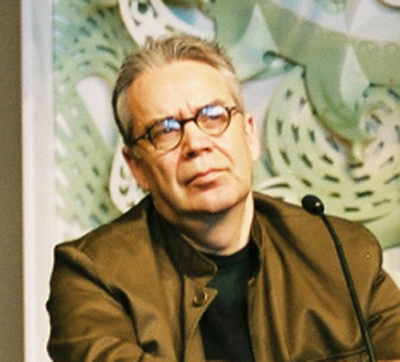
Howard Shore, compositor de la banda sonora de la trilogia cinematogràfica del Senyor dels Anells.

El músic Howard Shore va ser l'encarregat de compondre, dirigir i orquestrar la banda sonora per a les tres pel·lícules de El Senyor dels Anells. Les partitures van ser interpretades per l'Orquestra Filharmònica de Londres a l'ajuntament de la ciutat de Watford (Hertfordshire, Regne Unit), mentre que la mescla i edició es va fer en els estudis Abbey Road de Londres. A més, Peter Jackson va voler participar d'alguna manera a la banda sonora, de manera que Shore va deixar que toqués el gong.

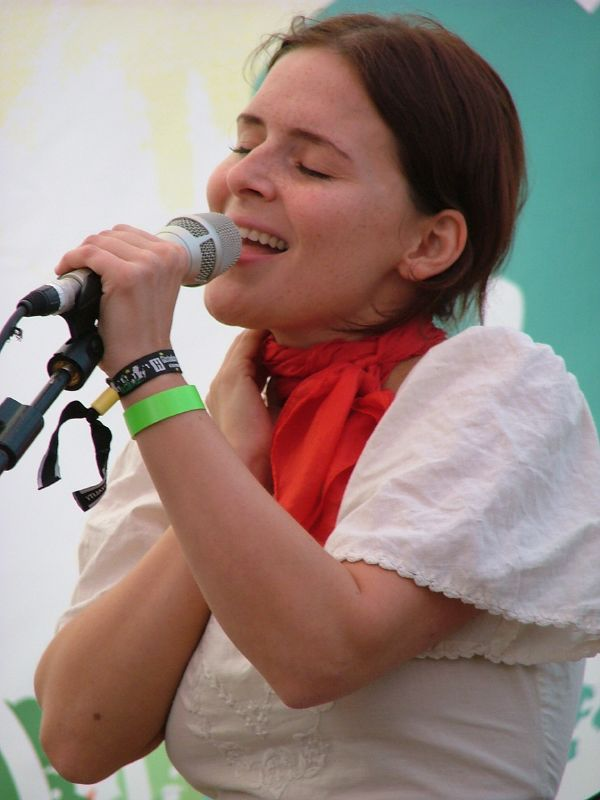
Emilíana Torrini, intèrpret del tema Gollum's Song, per la que va guanyar un "Premi Phoenix Film Critics Society".

A Les dues torres, tan sols van ser reutilitzats uns deu minuts de música de La Germandat de l'Anell. Per exemple, en el tema de Gòl·llum, Shore va incloure fragments del que s'escolta durant el pròleg de La Germandat de l'Anell, ja que ambdós mantenien una relació amb la història de l'Anell. Al seu torn, l'esmentat tema té una part més relaxada i malenconiosa que reflecteix la personalitat bona de Gòl·lum, mentre que l'altra part, que reflecteix la personalitat malvada, és més esquizofrènica en paraules del compositor. En el tema de la Gorja d'en Helm, Shore va barrejar diverses idees temàtiques en funció de l'exèrcit que apareixia i en el cas dels elfs, utilitza el tema de Lothlórien que apareix a la primera pel·lícula, però amb més ritme.
Les guionistes Fran Walsh i Philippa Boyens també van compondre algunes cançons basades en les escenes, que van ser traduïdes a l'anglès i al sindarin per David Solo, un expert en les llengües de J. R. R. Tolkien. Les sopranos Isabel Bayrakdarian, Sheila Chandra i Elisabeth Frase van ser les encarregades d'interpretar algunes d'aquestes cançons. Unes altres seixanta peces vocals van ser interpretades per un cor femení de Londres, dirigit per Terry Edwards. El Brompton Oratory Choir, que ha participat en moltes altres pel·lícules, com la saga de  Harry Potter, es va encarregar del tema conegut com La marxa dels ents. La cançó de Gòl·lum, composta només per Fran Walsh, va ser interpretada per la italo-islandesa Emilíana Torrini. A més, Shore va compondre música nova per a la versió ampliada de la pel·lícula, com el tema de Gòndor, que serviria més tard per a El Senyor dels Anells: El retorn del rei.

## Banda sonora
La banda sonora original de Les dues torres va ser llançada el 2 de desembre de 2002. Té una durada de 73 minuts i va ser distribuïda per Reprise Records. A més de l'edició normal i l'especial, es va posar en venda a Internet una altra versió limitada, presentada en una capsa d'imitació de pell en color marró, i amb alguns extres més com mapes de la Terra Mitjana i un tràiler en exclusiva de la tercera pel·lícula de la trilogia, El retorn del Rei.
Els temes inclosos en el CD són:
1. Foundations of Stone
2. The Taming of Smeagol
3. The Riders of Rohan
4. The Passage of the Marshes
5. The Uruk-hai
6. The King of the Golden Hall
7. The Black Gate Is Closed
8. Evenstar
9. The White Rider
10. Treebeard
11. The Leave Taking
12. Helm's Deep
13. The Forbidden Pool
14. Breath of Life
15. The Hornburg
16. Forth Eorlingas
17. Isengard Unleashed
18. Samwise The Brave
19. Gollum's Song

## Estrena
El primer tràiler de Les dues torres, de més de tres minuts de durada va ser estrenat el 29 de març del 2002 a les sales que encara projectaven La Germandat de l'Anell i el 26 de juliol a tots els cinemes. El 30 de setembre es va llançar un nou tràiler a la xarxa d'American Online (AOL), un proveïdor estatunidenc de mitjans i serveis d'accés a Internet, i poques hores després també estava disponible a la pàgina web oficial de la pel·lícula. Aquest tràiler va ser estrenat el 4 d'octubre als cinemes dels Estats Units, arribant a la resta del món el mes d'octubre.
Dues setmanes abans de l'estrena de Les dues torres, la revista Variety va informar que uns turistes nord-americans que visitaven Bangkok, a Tailàndia, n'havien comprat ja una còpia pirata de la pel·lícula als mercats tradicionals de la ciutat per tan sols un euro, mentre que a Shanghai, Xina, es van trobar fins a quaranta punts de venda de la pel·lícula piratejada
L'estrena mundial de la pel·lícula en cinemes va tenir lloc el 18 de desembre de 2002, rebent la qualificació PG-13 (contingut no apropiat per a menors de 13 anys) per la Motion Picture Association of America, l'associació nord-americana encarregada de la classificació per edat de les pel·lícules. El repartiment, la direcció i part de l'equip de producció va acudir aquell dia a l'estrena de Wellington, per a la que Weta Workshop havia elaborat una figura gegant de Gòl·lum intentant assolir l'Anell i l'havia col·locat sobre l'Embassy Theatre, lloc on s'anava a emetre Les dues torres. Uns dies abans, el 5 de desembre, l'equip de la pel·lícula havia assistit també a la premiere mundial, celebrada a Nova York, Estats Units.

## Rebuda

### Crítica
En general, la pel·lícula va rebre comentaris positius dels crítics, tractant-la millor que la primera part. No obstant això, va rebre algunes petites crítiques negatives. Paul Clinton, de la cadena de televisió CNN, va dir que "Aquesta pel·lícula és un èxit sorprenent, que aprofita el primer lliurament amb immens poder i sentit d'oportunitat", qualificava la història de Merry i Pippin com la més fluixa de les tres i elogiava el paper de Gòl·lum, concloent que la "trilogia" passarà a la història cinematogràfica com una verdadera "obra mestra". A més, la cadena va definir la batalla de la Gorja d'en Helm com la tercera millor batalla de la història del cinema, empatada amb la batalla dels Camps de Pelennor que apareix a El retorn del Rei.
Nev Pierce, de la BBC, va elogiar el paper de Viggo Mortensen, junt amb el de Gòl·lum; el guió, els efectes especials i l'espectacle ofert en la batalla de la Gorja d'en Helm. D'altra banda, va criticar el paper de Elijah Wood com a Frodo, en ser superat pel seu company Sean Astin (Samseny Gamgí).
La pàgina web de notícies i crítiques IGN li va donar a la pel·lícula una nota de 9 sobre 10 i la va qualificar com un èxit equiparable al de La Germandat de l'Anell, però en diferents àrees. Glen Oliver va considerar en la seva crítica que el bon enfocament en el desenvolupament dramàtic dels personatges del primer lliurament és deixat de costat en aquesta, però que l'error es compensa amb el gran espectacle que ofereix. A més, qualificava els efectes visuals de primera categoria, però amb algunes fallades.
El crític Owen Gleiberman de la revista Entertainment Weekly, va descriure la batalla de la Gorja d'en Helm com a bíblica i va elogiar el paper de Gòl·lum. L'any 2007, la revista triaria Gòl·lum com el tercer personatge més convincent generat per ordinador, darrere de Davy Jones de Pirates of the Caribbean: Dead Man's Chest, i del goril·la King Kong de la pel·lícula de Peter Jackson (2005).
Peter Bradshaw, del diari The Guardian, que no va treure crítiques favorables a La Germandat de l'Anell, va elogiar el detallisme i els escenaris de la pel·lícula, però la va qualificar com avorrida, i sosa la interpretació dels actors. Philip French, del diari The Observer, va comparar la pel·lícula amb la de Harry Potter i la Cambra Secreta dient que l'obra de Tolkien va eclipsar al mag, encara que també va criticar alguns aspectes com la falta d'acció de les poques dones que apareixen, Arwen i Éowyn, i l'abús de plans amplis.

### Premis i nominacions
La pel·lícula va rebre un total de 65 premis i 75 nominacions a diferents premis, destacant les sis nominacions als Premis Oscar de l'Acadèmia de les Arts i les Ciències Cinematogràfiques dels Estats Units i les dues estatuetes aconseguides finalment:
| Premi        | Categoria                            | Receptor/s                                                     | Resultat  |
| ------------ | ------------------------------------ | -------------------------------------------------------------- | --------- |
| Premis Oscar | Oscar a la millor pel·lícula         | Barrie M. Osborne Fran Walsh Peter Jackson                     | Nominat   |
| Premis Oscar | Oscar al millor muntatge             | Michael Horton                                                 | Nominat   |
| Premis Oscar | Oscar a la millor direcció artística | Grant Major Dan Hennah Alan Lee                                | Nominat   |
| Premis Oscar | Oscar als millors efectes visuals    | Jim Rygiel Joe Letteri Randall William Cook Alex Funke         | Guanyador |
| Premis Oscar | Oscar al millor so                   | Christopher Boyes Michael Semanick Michael Hedges Hammond Peek | Nominat   |
| Premis Oscar | Oscar a la millor edició de so       | Ethan Van der Ryn Mike Hopkins                                 | Guanyador |

## Llançament del DVD

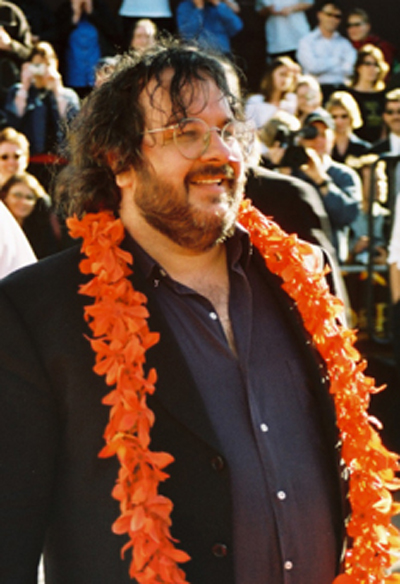
Peter Jackson va fer un cameo al curtmetratge The Long and Short of It, dirigit per Sean Astin i inclòs en el DVD de Les dues torres, interpretant un conductor d'autobús.

L'edició en anglès de la pel·lícula emesa en els cinemes va ser llançada en DVD el 26 d'agost de 2003, juntament amb un segon disc que conté els extres. L'edició en castellà va sortir a la venda un dia després, el 27 d'agost.
En aquesta edició s'inclouen dos discos, un amb la pel·lícula i un altre amb continguts extres. Entre els extres, que tenen en total una durada aproximada de dues hores i mitja, es troben: un curtmetratge dirigit per l'actor Sean Astin i un documental sobre com es va fer, diversos documentals sobre la producció anteriorment publicats en el web oficial de la pel·lícula, dos tràilers i diversos anuncis de televisió, dos documentals sobre el rodatge i els escenaris, el videoclip del tema d'Emiliana Torrini Gollum's Song i dos avenços, un sobre l'edició estesa de la pel·lícula, un altre sobre la tercera part de la trilogia, El retorn del rei, i altre sobre el videojoc d'aquesta última.

### Edició estesa
El 21 de novembre de 2003 es va posar a la venda l'edició estesa de la pel·lícula en un paquet de quatre DVDs, dos amb la versió llarga de la pel·lícula i dos amb continguts extres d'una durada total d'aproximadament set hores, entre els quals es troben diversos documentals llargs sobre les influències de Tolkien i sobre el guió, el rodatge i la producció de Les dues torres
Dins de la pel·lícula s'inclou l'opció d'escoltar els comentaris dels guionistes, de l'equip de disseny, de l'equip de producció i postproducció i del repartiment. En la primera part, a més, s'inclou un easter egg ocult, que es tracta d'una escena entre Gòl·lum i el seu intèrpret, Andy Serkis, que ja va ser emesa en la cerimònia dels premis MTV.